# Édouard Méry
Édouard-Henry-François Méry (Rouen, 6 maggio 1805 – Rouen, 4 maggio 1866) è stato un ingegnere francese.

## Biografia
Poco si conosce della sua attività, ma viene ricordato per aver teorizzato e pubblicato, nel 1840, delle regole, non empiriche, per calcolare il carico degli archi dei ponti in muratura. Il titolo della sua pubblicazione è De l'équilibre des voûtes en berceau.